# Majida Boulila
Majida Boulila (مجيدة بوليلة), nacida Majida Baklouti (مجيدة البقلوطي) el (12 de noviembre de 1931, Sfax - 4 de septiembre de 1952, Sfax) fue una activista tunecina.

## Biografía
Fue una figura del movimiento nacional de Túnez y símbolo de la liberación de la mujer tunecina en un momento en que su país se encontraba bajo el protectorado francés y en el que la tradición confinaba a las mujeres en roles subordinados.
Fue secuestrada en su casa por la noche, arrestada por las autoridades coloniales francesas por sus actividades políticas como militante del Neo-Destour en la célula de Rba't, situada en los suburbios de Sfax. Pasó enseguida a ser detenida en el campo penitenciario de Teboursouk mientras que estaba embarazada de su segunda hija. Llegando al final de su embarazo, las autoridades coloniales decidieron transladarla al hospital regional de Sfax, donde murió el 4 de septiembre de 1952 por una hemorragia postparto.
Hoy en día, la mayor avenida de Sfax y una escuela secundaria instalada en esta misma avenida están dedicadas a su memoria. Además, un club dependiente del Comité Regional de Cultura de la ciudad de Sfax, que también lleva su nombre, promueve la defensa de los derechos de la mujer tunecina a la emancipación y al progreso.